# Yael Arad
Yael Arad (in ebraico יעל ארד‎?; Tel Aviv, 1º maggio 1967) è un'ex judoka israeliana.

## Carriera
Ha iniziato a praticare judo all'età di 8 anni. Ottenne il primo successo internazionale ai campionati juniores del 1984. Ha partecipato a due edizioni dei Giochi olimpici, vincendo una medaglia d'argento ad Barcellona 1992. Durante gli anni, Yael ha svolto varie ruoli e dal 2023 fa parte del Comitato Olimpico Internazionale.

## Palmarès
| Anno | Manifestazione  | Sede       | Evento | Risultato | Note |
| ---- | --------------- | ---------- | ------ | --------- | ---- |
| 1989 | Europei         | Helsinki   | 61kg   | Bronzo    |      |
| 1991 | Europei         | Praga      | 61kg   | Bronzo    |      |
| 1991 | Mondiali        | Barcellona | 61kg   | Bronzo    |      |
| 1992 | Giochi olimpici | Barcellona | 61kg   | Argento   |      |
| 1993 | Europei         | Atene      | 61kg   | Oro       |      |
| 1993 | Mondiali        | Hamilton   | 61kg   | Argento   |      |
| 1995 | Mondiali        | Chiba      | 61kg   | 5ª        |      |
| 1996 | Giochi olimpici | Atlanta    | 61kg   | 5ª        |      |